# Distretto di Na Thom
Il distretto di Na Thom (in thailandese: นาทม) è un distretto (amphoe) della Thailandia, situato nella provincia di Nakhon Phanom.